# بيروت 39
بيروت39 هو مشروع مشترك ما بين الهاي فستيفال ومجلة بانيبال والمجلس الثقافي البريطاني جاء في خضم الاحتفالات باختيار اليونسكو بيروت عاصمة الكتاب العالمية عام 2009 م، لاكتشاف أفضل الكتاب العرب دون الأربعين عاما. أعلنت «هاي فستيفال» أسماء ال39 كاتب في معرض فرانكفورت العالمي للكتاب في 16 تشرين الأوّل 2009 م.

## المختارون
- عبد الله الطايع
- عبد الرزاق بوكبة
- عبد الرحيم الخصار
- عبد القادر بنعلي
- عبد العزيز الراشدي
- عبد الله ثابت
- باسم الأنصار
- يحيى امقاسم
- علاء حليحل
- أحمد يماني
- أحمد سعداوي
- عدنية شبلي
- حسين جلعاد
- حسين العبري
- حمدي الجزار
- هالة كوثراني
- فايزة غوين
- ديمة ونوس
- منصورة عز الدين
- منصور الصويم
- كمال الرياحي
- جمانة حداد
- إسلام سمحان
- هيام يارد
- ناظم السيد
- نجوان درويش
- نجوى بن شتوان
- نجاة علي
- محمد صلاح العزب
- محمد حسن علوان
- وجدي الأهدل
- سامر أبو هواش
- سمر يزبك
- روزا ياسين حسن
- رندة جرار
- ربيع جابر
- زكي بيضون
- يوسف رخا
- ياسين عدنان